# Адмиралтейская летучая лисица
Адмиралтейская летучая лисица (лат. Pteropus admiralitatum) — вид млекопитающих из семейства крылановых отряда рукокрылых. 

## Таксономия, этимология, изучение
Вид был описан британским зоологом Олдфилдом Томасом в 1894 году на основании экземпляров, доставленных экспедицией Челленджера в 1875. Свое название он получил в честь островов Адмиралтейства, где был впервые обнаружен.

## Описание
В целом подобна малой летучей лисице.

## Распространение
Адмиралтейские летучие лисицы распространены в двух государствах Океании: Папуа — Новая Гвинея (на архипелаге Бисмарка) и Соломоновы острова.